# Dynoides elegans
Dynoides elegans là một loài chân đều trong họ Sphaeromatidae. Loài này được Boone miêu tả khoa học năm 1923.